# Isak Hughes
Isak Hughes, född  3 juli 2005, är en svensk friidrottare (kortdistanslöpning). Han tävlar för IFK Växjö.

## Karriär
Hughes deltog i Svenska mästerskapen i friidrott 2022 där han placerade sig på en fjärdeplats på 100 meter. Vid samma tävling år 2023 vann han en bronsmedalj på 100 meter. Vid U20-EM 2023 i Jerusalem vann han en silvermedalj på 100 meter.